# 시바 (음악 그룹)
시바(Sheeba)는 아일랜드의 3인조 음악 그룹이다. 유로비전 송 콘테스트 1981에서 아일랜드 대표로 참가했다.

## 구성원
- 맥시 (Maxi)
- 프랜시스 캠벨 (Frances Campbell)
- 매리언 포셋 (Marion Fossett)